# Diecezja Ho
Diecezja Ho – diecezja rzymskokatolicka w Ghanie. Powstała w 1994.

## Biskupi diecezjalni
- Bp Francis Lodonu (1994-2015)
- Bp Emmanuel Fianu (od 2015)